# …Але для підключення (Дискавері)

## Про епізод
…Але для підключення (…But to Connect) — сорок дев'ятий епізод американського телевізійного серіалу «Зоряний шлях: Дискавері» та сьомий в четвертому сезоні. Епізод написав Террі Г'юз Бертон; Карлос Сіско, режисер Лі Роуз. Перший показ відбувся 30 грудня 2021 року.

## Зміст
Зора визначає місцезнаходження творця АЧМ, який називається «Невідомий вид 10-C», але відмовляється повідомити це екіпажу через турботу про їх безпеку — вона повідомляє про 147 можливих точок. Майкл не вдається умовити Зору надати координати.
Доктор Ковіч консультується щодо поведінки Зори та зауважує, що Зоряний флот має правила, які забороняють інтеграцію розумних систем із кораблями. Майкл відзначає — це схоже на природну еволюцію. На «Дискавері» збираються високопосадовці з різних планет — щоб обговорити ситуацію з АЧМ. Генералка Н'Дойє пропонує продемонструвати рішучу силу — представниця Вулкану цьому протистоїть. Члени екіпажу захищають Зору та її наміри, але інші стурбовані тим, що вона не виконує накази через те, що ШІ контролює всі системи корабля. Зора пропонує компроміс — вона створила запобіжник, який уб'є її у разі непередбачуваної поведінки.
Зора повідомляє — вона змінила свої пріоритети і зараз безпека екіпажу є для неї головною. Вона погоджується діяти в команді і повідомляє координати. Тим часом Бернем і Бук відвідують збори представників Федерації та не Федерації для обговорення АЧМ. Майкл протистоїть Тарці та зауважує — пропонований ним вибух подібний ізолітичному і заборонений Кітомерською угодою. Тарка повідомляє Букеру — він і його друг з іншого паралельного всесвіту. Ріллак і Бернем хочуть зв'язатися з 10-C і спробувати уникнути ескалації конфлікту, але Бук підтримує Тарку, який розробив зброю, щоб знищити АЧМ, перш ніж вона зашкодить комусь іншому. Букеру протистоїть Майкл — вона за мирне вирішення. Дослідники виявляють в програмах Зори щось схоже на підсвідомість і мрії. Зора повідомляє — під впливом знань Сфери і інших ефектів вона стала новою формою життя.
Асамблея після обговорення голосує за перший контакт. Досліджуючи її еволюційне програмування, Ковіч визначає, що Зора є новою формою життя і може залишитися на кораблі, але для цього вона повинна зарахуватися до Зоряного флоту та виконувати всі накази свого начальства. Хранитель приймає рішення летіти на Трил і перебувати під орудою майстра Зі. Тарка і Букер тікають, плануючи самі використати зброю.
Суперечності бувають надто глибокими. Іноді доводиться миритися з наслідками.

## Виробництво
Активна розробка сезону почалася в січні 2020 року. На написання було витрачено більше часу, ніж у попередніх сезонах, через пандемію COVID-19, яка надихнула на космічну аномалію, з якою герої стикаються в сезоні. Нова роль Бернем як капітана також вивчається після її підвищення в кінці третього сезону. Четвертий сезон було офіційно оголошено в жовтні 2020 року, а зйомки проходили в Торонто, Канада, з листопада 2020 року по серпень 2021 року. Для забезпечення безпеки під час пандемії було застосовано нові знімальні процеси, що спричинило деякі затримки виробництва. Відеостіна була побудована для зйомки перед комп'ютерним фоном у реальному часі.

## Сприйняття та відгуки
Станом на листопад 2022 року на сайті «IMDb» серія отримала 5.7 бала підтримки з можливих 10 при 1927 голосі користувачів.
В огляді для «Den of Geek» Лейсі Богер відзначила: «Якщо в цьому епізоді є проблема, то це повернення Руона Тарки. Його мотивації виявились такими ж корисливими, як ви, ймовірно, очікували Хоча поворот у тому, що він із паралельного всесвіту, є принаймні чимось щиро дивним. Мені незрозуміло, чи схильна я не довіряти Тарці через те, що він такий агресивно хитрий. Ачи тому, що він так очевидно працює на досягнення цілей, які, ймовірно, мають мало спільного з Федерацією, але… Тьху. (Ми справді віримо, що все, що він намагається зробити, це „потрапити додому“?) Люди, які виготовляють зброю із заборонених речовин, як правило, нехороші хлопці».
Джеймс Вітбрук в огляді для «Gizmodo» зазначено: «Капітан Бернем може мати рідкісний шанс мати справу з деякими довгостроковими наслідками своїх дій. Навіть якщо вона врешті-решт вчинила правильно як Капітан Зоряного флоту. Принаймні, незалежно від того, що станеться, вона знає, що їй довіряє і її „новий“ друг — щиро приязна Зора. І вони працюватимуть разом, щоб протистояти будь-якому результату серіалу, коли він продовжиться.»

## Знімались
| Актор               | Роль               |
| ------------------- | ------------------ |
| Сонеква Мартін-Грін | Майкл Бернем       |
| Даг Джонс           | Сару               |
| Ентоні Репп         | Пол Стамец         |
| Вілсон Круз         | Гаг Калбер         |
| Блу дель Барріо     | Адіра              |
| Девід Аджала        | Клівленд Букер     |
| Іен Александер      | Грей Тал           |
| Девід Кроненберг    | Ковіч              |
| Шон Дойл            | Руон Тарка         |
| Хелаг Горнсдал      | Лара Ріллак        |
| Тара Рослінг        | Президентка Т'Ріна |
| Пумзіле Сітоле      | Ндойє              |
| Аннабелль Волліс    | Зора               |
| Андреас Апергіс     | Ксі                |
| Ніколь Дікінсон     | оріонка            |
| Алекс Маккуе        | Лее'у              |
| Джованні Спіна      | Ста'кіар           |
| Робінн Фанфер       | голос Зори         |